# Fernmeldeturm Frankfurt (Oder)
Der Fernmeldeturm Frankfurt (Oder) ist ein 103 m hoher Fernmeldeturm der Deutschen Telekom AG im Süden von Frankfurt an der Oder. Der für die Öffentlichkeit nicht zugängliche Stahlbetonturm verfügt über asymmetrisch angeordnete Antennenplattformen. Der Fernmeldeturm trägt neben Richtfunk- und Mobilfunkantennen auch Amateurfunkrelais für das 70-cm-Band, das 2-m-Band und ATV.

## Geschichte
Der Turm wurde als Richtfunkturm der Deutschen Post in den Jahren 1959 bis 1961 errichtet. Die Entwürfe stammen von Klaus Thimm, für die Statik war Karl-Heinrich Benkert zuständig. Er wurde aus Stahlbeton in Gleitschalung errichtet. Die Gesamthöhe betrug damals 85,75 Meter, seit der Installation größerer Antennen nach der Wende beträgt seine Gesamthöhe 103 Meter.
In seinen vierzehn Etagen befanden sich früher die Arbeits- und Wohnräume des technischen Personals der Deutschen Post. Heute beherbergt der Turm Einrichtungen des Amateurfunks für Fernsehen und Sprechfunk.

## Ähnliche Bauwerke
In Karstädt-Pinnow befindet sich ein ähnlicher, allerdings 121 Meter hoher Turm.